# 日光市霧降スケートセンター
日光市霧降スケートセンター（にっこうしきりふりスケートセンター）は、栃木県日光市にある屋外アイススケートリンクである。愛称は日光霧降スケートセンター。
屋内リンクである栃木県立日光霧降アイスアリーナが隣接する。

## 概説
1991年にアーデル霧降スポーツバレイ屋外リンクとして開場。日光市営のスポーツ施設のひとつであり、市が「スケートは日光の文化」と位置付けていることから、日光市在住・在学の小・中・高校生は無料で利用できる。
リンクの標高は681.8mである。

## 沿革
- 1991年（平成3年）12月31日[4] - アーデル霧降スポーツバレイ屋外リンクとして開場[1]。
- 1998年（平成10年）10月 - 市営に移管[1]。

## 施設概要
スタンド
- 観客席：750席[4]

リンク
- 1周400m×幅16m[4]（公認標準ダブルトラック、国際競技規格）

付属施設
- レストラン
- ゲームセンター
- 売店

## 主な開催試合
アーデル霧降スポーツバレイ時代
- 第51回国民体育大会（日光杉並木国体）スケート競技会（1996年1月26日～29日）[6]

日光市霧降スケートセンター時代
- 第30回全日本スプリントスピードスケート選手権大会（2003年12月23日～25日）[1][7]
- 日本学生氷上競技選手権大会（インターカレッジ）
  - 第79回（スピード部門1部）（2007年1月6日～9日）[8]
  - 第82回（スピード部門1部・2部）（2010年1月6日～9日）[9]
- 全国高等学校総合体育大会スピードスケート競技（全国高等学校スケート競技・アイスホッケー競技選手権大会）
  - 平成11年度（2000年1月22日～26日）[10]
  - 平成18年度（2007年1月21日～25日）[11]
- 第69回国民体育大会（ひかりの郷日光国体）スケート競技会（2014年1月28日～2月2日）

## 交通
- JR日光線日光駅・東武鉄道東武日光線東武日光駅から直通バス10分。（冬季のみ運行）
- 日光宇都宮道路日光ICより自動車で約7分。
  - 駐車場：無料、1,000台[5]